# Uncertain Smile
"Uncertain Smile" is een nummer van de Britse band The The. Het nummer verscheen op hun debuutalbum Soul Mining uit 1983. Op 8 oktober 1982 werd het nummer oorspronkelijk uitgebracht als de eerste single van het album. In november 1983 werd het nummer als remix heruitgebracht.

## Achtergrond
"Uncertain Smile" is geschreven door het enige officiële bandlid Matt Johnson en geproduceerd door Johnson en Paul Hardiman. Het nummer gaat over een onbeantwoorde liefde. Het nummer werd in 1981 voor het eerst uitgebracht als single, maar in een andere vorm en onder de titel "Cold Spell Ahead". In 1982 werd het nummer, net als de opvolgende single "Perfect", opnieuw opgenomen onder de titel "Uncertain Smile", geproduceerd door Mike Thorne. Dit gebeurde kort nadat The The een platencontract had getekend bij Epic Records. De relatie tussen Johnson en Thorne verslechterde snel als gevolg van het drank- en drugsmisbruik van Johnson en meningsverschillen over de productie van de nummers. Deze opnamesessies werden uiteindelijk beëindigd en Johnson keerde terug naar Londen, waar hij de twee singles op ging nemen met Hardiman, de voormalig technicus van Thorne.
De eerste, op 8 oktober 1982 uitgebrachte versie van "Uncertain Smile", bevatte een lange fluit- en saxofoonsolo door Crispin Cioe, oprichter van Uptown Horns, en bereikte de 68e positie in de UK Singles Chart . Voor de versie die uiteindelijk op Soul Mining verscheen, werd het nummer weer opnieuw opgenomen, geremixed en in november 1983 heruitgebracht, waarbij de saxofoonsolo werd vervangen door een lange pianosolo door Jools Holland. Johnson vertelde over de medewerking van Holland: "The Garden [de opnamestudio] had een mooie Yamaha C3 Baby Grand, en de beslissing was, 'We hebben deze prachtige lange outro voor "Uncertain Smile". We moeten dit op de piano doen. Wie kennen we die piano kan spelen?' Jools kwam naar ons toe, koel als een komkommer ondanks de broeiende hitte, gekleed in leer, en hij was gewoonweg geweldig. Volgens mij probeerde hij het een keer, zei toen 'Laten we het doen', en nam het in een keer op. Er is maar een enkele aanpassing aan het einde. We waren verbluft. Jaren later vertelde hij mij dat hij daar meer vragen over krijgt dan over alle andere dingen die hij heeft gedaan." Holland vertelde in zijn autobiografie Barefaced Lies and Boogie-Woogie Boasts dat hij dacht dat zijn bijdrage zou bestaan als een instrumentaal deel in het midden van het nummer, maar dat hij erachter kwam dat Johnson twee onafhankelijke solo's aan elkaar had geplakt en deze als de outro gebruikte.
De nieuwe versie van "Uncertain Smile" werd in november 1983 uitgebracht op single en groeide uit tot de bekendste versie van het nummer. De single bereikte in thuisland het Verenigd Koninkrijk enkel de 100e positie in de UK Singles Chart.
In Nederland werd de plaat in de lente van 1984 een radiohit, waar de plaat veel werd gedraaid op Hilversum 3 en dus een radiohit werd in de destijds drie landelijke hitlijsten op de nationale publieke popzender. De plaat bereikte de 31e positie in zowel de Nederlandse Top 40, de Nationale Hitparade als de TROS Top 50. In de Europese hitlijst op Hilversum 3, de TROS Europarade, werd géén notering behaald.
In België behaalde de plaat géén notering in zowel de voorloper van de Vlaamse Ultratop 50 als de Vlaamse Radio 2 Top 30 en de Waalse hitlijst.
in de sinds december 1999 jaarlijks uitgezonden NPO Radio 2 Top 2000 van de Nederlandse publieke radiozender NPO Radio 2 stond de plaat voor het eerst in 2000 in de lijst genoteerd en vanaf december 2005 onafgebroken, met als hoogste notering tot nu toe een 396e positie in 2000.

## Hitnoteringen

### Nederlandse Top 40
| Hitnotering: 14-04-1984 t/m 28-04-1984 | Hitnotering: 14-04-1984 t/m 28-04-1984 | Hitnotering: 14-04-1984 t/m 28-04-1984 | Hitnotering: 14-04-1984 t/m 28-04-1984 | Hitnotering: 14-04-1984 t/m 28-04-1984 |
| Week                                   | 1                                      | 2                                      | 3                                      |                                        |
| -------------------------------------- | -------------------------------------- | -------------------------------------- | -------------------------------------- | -------------------------------------- |
| Positie                                | 37                                     | 31                                     | 32                                     | uit                                    |

### Nationale Hitparade
| Hitnotering: 31-03-1984 t/m 05-05-1984 | Hitnotering: 31-03-1984 t/m 05-05-1984 | Hitnotering: 31-03-1984 t/m 05-05-1984 | Hitnotering: 31-03-1984 t/m 05-05-1984 | Hitnotering: 31-03-1984 t/m 05-05-1984 | Hitnotering: 31-03-1984 t/m 05-05-1984 | Hitnotering: 31-03-1984 t/m 05-05-1984 | Hitnotering: 31-03-1984 t/m 05-05-1984 |
| Week                                   | 1                                      | 2                                      | 3                                      | 4                                      | 5                                      | 6                                      |                                        |
| -------------------------------------- | -------------------------------------- | -------------------------------------- | -------------------------------------- | -------------------------------------- | -------------------------------------- | -------------------------------------- | -------------------------------------- |
| Positie                                | 39                                     | 34                                     | 31                                     | 42                                     | 50                                     | 49                                     | uit                                    |

### TROS Top 50
Hitnotering: 29-03-1984 t/m 26-04-1984. Hoogste notering: #31 (2 weken).

### NPO Radio 2 Top 2000
| Nummer met noteringen in de NPO Radio 2 Top 2000 | '00 | '01-'04 | '05 | '06 | '07 | '08  | '09 | '10  | '11 | '12  | '13 | '14 | '15 | '16 | '17 | '18  | '19  | '20  | '21  | '22  | '23  | '24  |
| ------------------------------------------------ | --- | ------- | --- | --- | --- | ---- | --- | ---- | --- | ---- | --- | --- | --- | --- | --- | ---- | ---- | ---- | ---- | ---- | ---- | ---- |
| Uncertain Smile                                  | 396 | -       | 742 | 814 | 752 | 1104 | 953 | 1046 | 945 | 1160 | 913 | 874 | 852 | 947 | 974 | 1427 | 1394 | 1551 | 1461 | 1370 | 1508 | 1362 |

1. ↑  Een '-' betekent dat het nummer niet was genoteerd en een vetgedrukt getal geeft de hoogste notering aan.
2. ↑  2000 was het eerste jaar met een notering voor dit nummer.